# Gunnar Malm
Gunnar Malm, född 7 mars 1950, var generaldirektör för Trafikverket. från den 1 april 2010 till den 28 februari 2015. Tidigare har Malm bland annat varit verkställande direktör för Arlandabanan Infrastructure AB och för ASG samt haft olika befattningar inom Statens Järnvägar, bl.a. som ställföreträdande generaldirektör.
Gunnar Malm var inför Trafikverkets bildande ordförande i den organisationskommitté som hade regeringens uppdrag att genomföra förberedande åtgärder för bildande av det nya statliga verket. Malm hade då redan haft regeringsuppdraget att utreda framtida höghastighetståg. 
Organisationskommittén hade mindre än sex månader på sig att förbereda för en ny organisation med över 6500 medarbetare och med en årlig budget på cirka 50 miljarder.
Gunnar Malm deklarerade tidigt att han inte var intresserad av att bli generaldirektör för det nybildade Trafikverket. Regeringskansliet startade därför en rekryteringskampanj där det i platsannonsen framgick att det krävdes en person med mångfacetterad bakgrund och med erfarenheter såväl från statsförvaltning, näringsliv som av internationellt samarbete. Av de namn som diskuterades på Näringsdepartementet blev Gunnar Malm det slutliga valet varför regeringen på nytt ställde frågan till Malm som till slut accepterade uppdraget. 
Den 21 december 2009 fattade regeringen det formella beslutet att utse Gunnar Malm till Trafikverkets förste generaldirektör med förordnande till och med februari 2015.
Bildandet av Trafikverket, där två stora myndigheter (Banverket och Vägverket) med en bred verksamhet, ersattes av en myndighet innebar i sig stora möjligheter till effektivisering och för Gunnar Malm var detta en högt prioriterad fråga. Några månader efter att Trafikverket startat sin verksamhet lanserade Malm därför tankarna om ett omfattande effektiviseringsprogram, ”Trafikverket 2013”, som beskrev Trafikverkets leveranser och förmåga. Gunnar Malm fick tidigt klartecken från regeringen att eventuella besparingar av interna kostnader skulle få användas till åtgärder för att förbättra infrastrukturen, vilket var en viktig förutsättning för att skapa engagemang i organisationen. ”Mer pengar till väg och järnväg” var ett budskap som Malm kommunicerade både internt och externt. Engagemanget från organisationen blev också stort och har resulterat i en kostnadsminskning på ca 2 miljarder per år.
När Trafikverket bildades fanns ett uttalat mål att bidra till att öka produktivitet och innovationsgrad i anläggningsbranschen. En ny mer renodlad beställarroll, med en övergång från utförande-entreprenader till total- och funktionsentreprenader, pekades ut som ett sätt att uppnå målet. Under Gunnar Malms ledning etablerades därför ett förhållningssätt där Trafikverket gav leverantörerna ett ökat ansvar och större åtagande kring sina leveranser. Detta har medfört att Trafikverket kunnat realisera stora besparingar. Idag upphandlas 40 procent av entreprenaderna som totalentreprenader med funktionskrav och 2018 ska detta gälla hälften av Trafikverket upphandlingar. Målet är att produktiviteten anläggningsbranschen årligen ska öka med 2-3 % och ge bättre förutsättningar att finansiera åtgärder i den nationella planen för infrastruktursatsningar.